# Il moro (opera)
Il moro è un'opera in due atti di Antonio Salieri, su libretto di Giovanni De Gamerra. La prima rappresentazione ebbe luogo al  Burgtheater di Vienna il 7 agosto 1796.

## Trama
La scena è nella locanda dell'Aquila e in un'altra locanda nella città di Livorno.

## Discografia
- L'ouverture de Il moro è compresa in Salieri: Overtures, CD pubblicato da Naxos. Direttore Michael Dittrich; orchestra della Radio Slovacca.[2]